# Nepenthes pulchra
Nepenthes pulchra är en tvåhjärtbladig växtart som beskrevs av Gronem., S. Mcpherson, Coritico, Micheler, Marwinski och V.B. Amoroso. Nepenthes pulchra ingår i släktet Nepenthes och familjen Nepenthaceae. Inga underarter finns listade i Catalogue of Life.